# Por la calle de Alcalá
Por la calle de Alcalá (Antología de la Revista) es una revista musical, con libreto de Juan José de Arteche, estrenada el 28 de septiembre de 1983 en el Teatro Alcázar de Madrid.

## Argumento
El espectáculo hace un repaso de cómo trabajaban las compañías de revista en España desde la década de 1920 hasta entrada la de 1950, es decir coincidiendo con su época de esplendor. Los roles de la primera vedette, el galán o el cómico se mantienen a lo largo de las diferentes épocas. El espectáculo integra números clásicos de la comedia musical española.

## Números musicales
| Número                               | Revista                      | Autor                                       | Intérprete                                            |
| ------------------------------------ | ---------------------------- | ------------------------------------------- | ----------------------------------------------------- |
| Pasen, señores pasen                 | Gran revista                 | Ramos de Castro, Moraleda                   | Coros                                                 |
| Yo soy la vedette, la vedette        | Cantando en primavera        | Arozamena, Moraleda                         | E.Roy                                                 |
| Olvídame                             | Arco iris                    | Borrás, Benlloch                            | P.Valladares, M.Valverde                              |
| La Garçonnière                       | ¡Abajo las coquetas!         | Paso, Loygorri y Guerrero                   | R. Valenty, R. Castejón, N. Blanco, M. Grey, J. Cerro |
| Charlestón del Pingüino              | Las Castigadoras             | Lozano, Mariño y Alonso                     | E. Roy, todos                                         |
| Cada gol vale un beso                | Gol                          | Ramos de Castro, Ribas y Guerrero           | todos                                                 |
| Chotis de las diputadas              | Las mimosas                  | Muñoz Román, Gonzalez del Castillo, Rosillo | F. Valladares,M. Rus                                  |
| Chotis del higo                      | La pipa de oro               | Paradas                                     | R.Valenty, R.Castejón                                 |
| Lo mismo me da                       | Yola                         | Vázquez Ochando                             | P.Valladares                                          |
| Mírame                               | Yola                         | Vázquez Ochando                             | E.Roy                                                 |
| Marcha de la cacería                 | Yola                         | Vázquez Ochando                             | E.Roy, todos                                          |
| Los nardos                           | Las leandras                 | Francisco Alonso                            | E.Roy                                                 |
| Que viene el coco                    | A La Habana me voy           | Paso, Montorio, Alonso                      | R.Valenty                                             |
| Pasodoble del Jueves Santo madrileño | Doña Mariquita de mi corazón | Muñoz Román, Alonso                         | M. Valverde, todos                                    |
| El beso                              | La estrella de Egipto        | Ortega, Moraleda                            | E. Roy                                                |
| La pol - ca - ca                     | ¡Cinco minutos nada menos!   | Muñoz Román, Guerrero                       | R. Valenty, R. Castejon                               |
| Eugenia de Montijo                   | ¡Cinco minutos nada menos!   | Muñoz Román, Guerrero                       | M. Valverde                                           |
| Coplillas de Fray Canuto             | Las corsarias                | Paradas, Jiménez, Alonso                    | R.Castejón                                            |
| Coplillas del ¡Ay que tío!           | La blanca doble              | Paradas, Jiménez, Guerrero                  | R. Castejón, M. Rus, J. Cerro                         |
| Estudiantina portuguesa              | La hechicera en palacio      | Ramos de Castro, Padilla                    | E. Roy                                                |
| Yo te quiero vida mía                | Cantando en primavera        | Arozamena, Moraleda                         | P. Valladares                                         |
| Copacabana                           | Gran Revista                 | Ramos de Castro, Rienzi, Moraleda           | E.Roy                                                 |
| La marchiña                          | Si Fausto fuera Faustina     | Moraleda, Escobar                           | E.Roy                                                 |
| Manoletín                            | Gran revista                 | Ramos de Castro, Moraleda                   | E.Roy                                                 |
| ¡Ay! Ramón                           | Eres un sol                  | Paso, Montorio                              | E.Roy                                                 |
| Viva Madrid                          | El Águila de fuego           | Rigel, Ramos de Castro y Lopez              | Todos                                                 |
| La verbena de San Antonio            | Los dos iguales              | Moraleda                                    | Todos                                                 |

## Montaje
Dirigida por Ángel Fernández Montesinos e interpretada por Esperanza Roy, Francisco Valladares, María Rus, Rafael Castejón, Rosa Valenty, José Cerro y Marta Valverde.
Con ocasión del incendio de la discoteca Alcalá 20, situada en los bajos del teatro, la madrugada del 17 de diciembre de 1983, pocas horas después de representarse la función, el montaje se debió trasladar al Teatro Calderón.
Fue transmitida por Televisión española el 4 de abril de 1986.